# Sinfonia n. 4 (Nielsen)
La Sinfonia n.4,  op. 29 “L’inestinguibile” di Carl Nielsen è una composizione per orchestra scritta nel 1916

## Genesi
La Quarta Sinfonia fu iniziata da Nielsen nel 1914 e terminata due anni dopo; essa dunque vide la luce nel pieno svolgimento della prima guerra mondiale che sconvolse l’Europa e il mondo ed alla quale sarebbe seguito poco tempo dopo l’avvento al potere di Hitler e del suo nefasto regime criminale. Benché la Danimarca si fosse tenuta estranea al conflitto, Nielsen non era rimasto indifferente alle notizie del sanguinoso scontro tra gli eserciti delle potenze dell’Intesa e quelli degli Imperi Centrali; la spaventosa carneficina che pressoché quotidianamente seguiva alle battaglie nei vari fronti aveva destato nel musicista il desiderio di affermare il supremo valore della vita, così ostentatamente disprezzato da monarchi assoluti bramosi di nuove conquiste e da militaristi guerrafondai incalliti per i quali l’uomo altro non era che carne da cannone sacrificabile senza rimpianti.
Come per la Seconda Sinfonia, anche per la Quarta Nielsen volle chiarire in una nota il senso della composizione: «Con il titolo “L’inestinguibile” il compositore ha provato a spiegare con una parola ciò che soltanto la musica stessa può spiegare: la volontà elementare di vivere. La musica è vita ed inestinguibile come la vita stessa. Detto questo, la parola usata dal compositore come titolo della propria opera potrebbe sembrare superflua: l’ha invece usata per sottolineare il carattere rigorosamente musicale del suo cómpito. Per questo non deve essere un programma, ma mostrare la via verso un proprio territorio».
Questa nota conferma il fatto che Nielsen, al pari di Bruckner e di Reger, è un deciso propugnatore della musica pura. D’altro canto, tale cenno introduttivo gli era necessario per richiamarsi fin dal principio all’ideale della vita inestinguibile e per limitarsi alla rappresentazione del programma. È forse questa premessa di idee che può spiegare il fatto dell'omessa indicazione della sequenza dei movimenti, secondo la consueta struttura quadripartita della sinfonia e la scelta di Nielsen di realizzare un’opera (a somiglianza della Settima Sinfonia di Sibelius) in un unico blocco monolitico con le varie sezioni formali congiunte senza interruzione.
Terminata il 14 gennaio 1916, la Quarta Sinfonia fu eseguita per la prima volta il 1º febbraio dello stesso anno a Copenaghen sotto la direzione dello stesso Nielsen.

## Struttura
Per la prima e unica volta Nielsen decide di non articolare la sinfonia in movimenti separati e distinti; si possono tuttavia individuare all’interno dell’opera quattro sezioni, per cui non si può dire che la forma quadripartita venga interamente messa da parte; a un ampio Allegro introduttivo segue un breve Allegretto, poi è la volta di un Poco Adagio quasi Andante a fare le veci del movimento lento; nel finale Nielsen ritorna al tempo Allegro.
All'inizio le varie creazioni tematiche sono in opposizione tra loro, poi, quando esse si sciolgono compare un tema annunciato dal clarinetto al quale si richiamano le successive creazioni di temi e motivi; con questo procedimento Nielsen dà prova di notevole originalità, associando la “metamorfosi” dei vari elementi musicali all'affermazione del principio vitale.
L’orrore per la crudele barbarie della guerra trova espressione in questa sinfonia nella voluta mancanza di organicità delle idee musicali: intere parti di forme sono sottoposte a frantumazione da elementi invasivi ancora prima di essere compiutamente enunciate, mentre le masse sonore si spezzano immediatamente tra di loro senza poter dar luogo ad alcun procedimento di stratificazione. 
Nel finale, quando la sinfonia si avvia alla sua conclusione (e con essa anche l’affermazione del “principio vitale”), Nielsen affida a due coppie di timpani (posti a destra e a sinistra davanti all’orchestra) l’indicazione di «mantenere fino alla fine un certo tono minaccioso, anche quando suonano piano». Poi, segue il tema che conclude la sinfonia in un tono più sereno, come a voler riaffermare l’inestinguibile anelito dell’uomo per la vita.
La Quarta Sinfonia (così come le successive Quinta e Sesta) rivela Nielsen come un compositore vicino alla musica del Novecento in Europa. La ragione di questa inclinazione del musicista danese verso la modernità era retrospettiva, protesa alla ricerca di un idioma arcaico interpretato con spirito di attualità; gli riusciva e gli bastava sperimentare in campo formale, espressivo e idiomatico, dando prova di coraggio e di grande capacità di rimanere allineato ai tempi, come gli riconobbe il compositore svizzero Arthur Honegger, musicista più giovane di una generazione.

## Discografia parziale
- BBC Philharmonic Orchestra, John Storgårds (Chandos)
- Berliner Philharmoniker, Herbert von Karajan (Deutsche Grammophon)
- Danish Radio Symphony Orchestra, Thomas Jensen (Danacord)
- Danish Radio Symphony Orchestra, Ulf Schirmer (Decca)
- Danish Radio Symphony Orchestra, Michael Schønwandt (Alliance)
- Finnish Radio Symphony Orchestra, Jukka-Pekka Saraste (Finlandia Records)
- Göteborgs Symfoniker, Neeme Järvi (Deutsche Grammophon)
- Janáček Philharmonic Orchestra, Theodore Kuchar (Brilliant Classics)
- London Symphony Orchestra, Ole Schmidt (Musical Concepts)
- National Symphony Orchestra of Ireland, Adrian Leaper (Naxos)
- New York Philharmonic, Leonard Bernstein (Sony BMG)
- Radio Sinfonie-Orchester Frankfurt, Paavo Järvi (RCA BMG)
- Royal Danish Orchestra, Paavo Berglund (RCA BMG)
- Royal Scottish Orchestra, Bryden Thomson (Chandos)
- San Francisco Symphony Orchestra, Herbert Blomsted (Decca)
- Swedish Radio Symphony Orchestra, Esa-Pekka Salonen (Sony BMG)